# ミスタア・パルバー
『ミスタア・パルバー』（原題：Ensign Pulver）は、1964年制作のアメリカ合衆国のコメディ映画。ジョシュア・ローガン監督。
第二次世界大戦中のアメリカ海軍の軍事輸送船を舞台にしたコメディ映画『ミスタア・ロバーツ』の続編で、パルバーを主人公としている。ただ、パルバー役は前作のジャック・レモンからロバート・ウォーカー・Jrに交代している。

## あらすじ
第二次世界大戦中、南太平洋を航行するアメリカ海軍のある軍事輸送船では冷酷な船長が乗組員全員の反感を買い、ぎすぎすした雰囲気になっていた。
そんなある日、特に船長に恨みを持っていた通信兵のブルーノがパルバー少尉の拳銃を持ち出し、船長を撃とうとする。寸前にパルバーが止めて事なきを得るが、はずみで船長は海に落下、パルバーは救命ボートを下ろして船長を救出するが、船は何も知らずに2人を置いて行ってしまい、パルバーは船長と2人救命ボートで漂流する破目に。
やがてある島に流れ着いた時、船長が急性盲腸炎を発症してしまう。すぐに手術が必要な事態であったが、その島に手術ができるものは誰もいなかった。

## キャスト
- フランク・パルバー少尉：ロバート・ウォーカー・Jr
- 船長：バール・アイヴス
- 軍医：ウォルター・マッソー
- スコッティ：ミリー・パーキンス
- ブルーノ：トミー・サンズ
- ジェームズ・ココ
- ジェームズ・ファレンティノ
- リチャード・ゴーティエ
- ケイ・メドフォード
- ラリー・ハグマン
- ジェラルド・オローリン
- ジョージ・リンゼイ
- ジャック・ニコルソン